# Občina Hrpelje-Kozina
Občina Hrpelje-Kozina (německy Gemeinde Herpelle-Gossdorf) je jednou z 212 občin ve Slovinsku. Nachází se v Pobřežně-krasovém regionu na území historického Přímoří. Občinu tvoří 39 sídel, její rozloha je 194,9 km2 a k 1. lednu 2017 zde žilo 4 371 obyvatel. Správním střediskem občiny je vesnice Kozina.

## Členění občiny
Občina se dělí na sídla: Artviže, Bač pri Materiji, Beka, Brezovica, Brezovo Brdo, Golac, Gradišče pri Materiji, Gradišica, Hotična, Hrpelje, Javorje, Klanec pri Kozini, Kovčice, Kozina, Krvavi Potok, Markovščina, Materija, Mihele, Mrše, Nasirec, Obrov, Ocizla, Odolina, Orehek pri Materiji, Petrinje, Poljane pri Podgradu, Povžane, Prešnica, Ritomeče, Rodik, Rožice, Skadanščina, Slivje, Slope, Tatre, Tublje pri Hrpeljah, Velike Loče, Vrhpolje.